# Кальдес
Кальдес (итал. Caldes) — коммуна в Италии, располагается в провинции Тренто области Трентино-Альто-Адидже.
Население составляет 1083 человека (2008 г.), плотность населения составляет 54 чел./км². Занимает площадь 20 км². Почтовый индекс — 38022. Телефонный код — 0463.
Покровителем коммуны почитается святой апостол Варфоломей, празднование 24 августа.

## Демография
Динамика населения:

## Города-побратимы
- Канд-Сен-Мартен, Франция

## Администрация коммуны
- Официальный сайт: